# Aritz Elustondo
Aritz Elustondo Irribarria (San Sebastián, 28 de março de 1994) é um futebolista profissional espanhol que atua como defensor. Atualmente, defende a Real Sociedad.

## Carreira
Aritz Elustondo começou a carreira na Real Sociedad.